# Archaeolemur edwardsi
Archeolemur edwardsi es una especie extinta de lémur endémica de Madagascar. Se encuentran sus fósiles en toda la isla, y se cree que vivían en áreas boscosas. Algunos fósiles encontrados tienen indicios de que fueron cazados por humanos. 
Su masa corporal estimada es de unos 22 kg, siendo machos y hembras de tamaños similares. Sus miembros son cortos en relación con su tronco, como en otros cuadrúpedos arbóreos y terrestres. Su cráneo es similar al de los indris. Sus patrones de erupción dental, incluida la salida pronta de la dentición adulta, son similares a los de géneros vivientes de lémures indris, sifakas, y avahis. Su fila de premolares es cortante, siendo el premolar anterior caniniforme.
Su dentadura indica que la especie se debió alimentar de alimentos que requirieran de un procesamiento previo, como semillas duras. Gracias a análisis de desgaste de sus dientes, se sabe que tenía también un alto consumo de hojas.